# Askja
L'Askja est un emboîtement de caldeiras en Islande, éponyme d'un système volcanique appartenant au graben médian et composé de ces caldeiras, la plus interne étant occupée par un lac, l'Öskjuvatn, du massif volcanique qui les entoure, les Dyngjufjöll, reste d'un ancien volcan précédant la caldeira, ainsi que de volcans boucliers, de cratères et de fissures volcaniques s'étirant dans une direction nord-sud sur une centaine de kilomètres de longueur. La dernière éruption de l'Askja remonte à la fin 1961 mais sa plus puissante des temps historiques, responsable de la formation de la caldeira remplie par l'Öskjuvatn, s'est déroulée en 1875.

## Toponymie
Askja est un terme islandais signifiant en français « boîte » mais aussi « caldeira » dans le vocabulaire technique associé à la géologie.
Dyngjufjöll est formé de fjöll, pluriel de « montagne », et de dyngju, génitif de « volcan bouclier ».
Öskjuvatn est formé de vatn, « lac, et de öskju, génitif de « caldeira ».

## Géographie

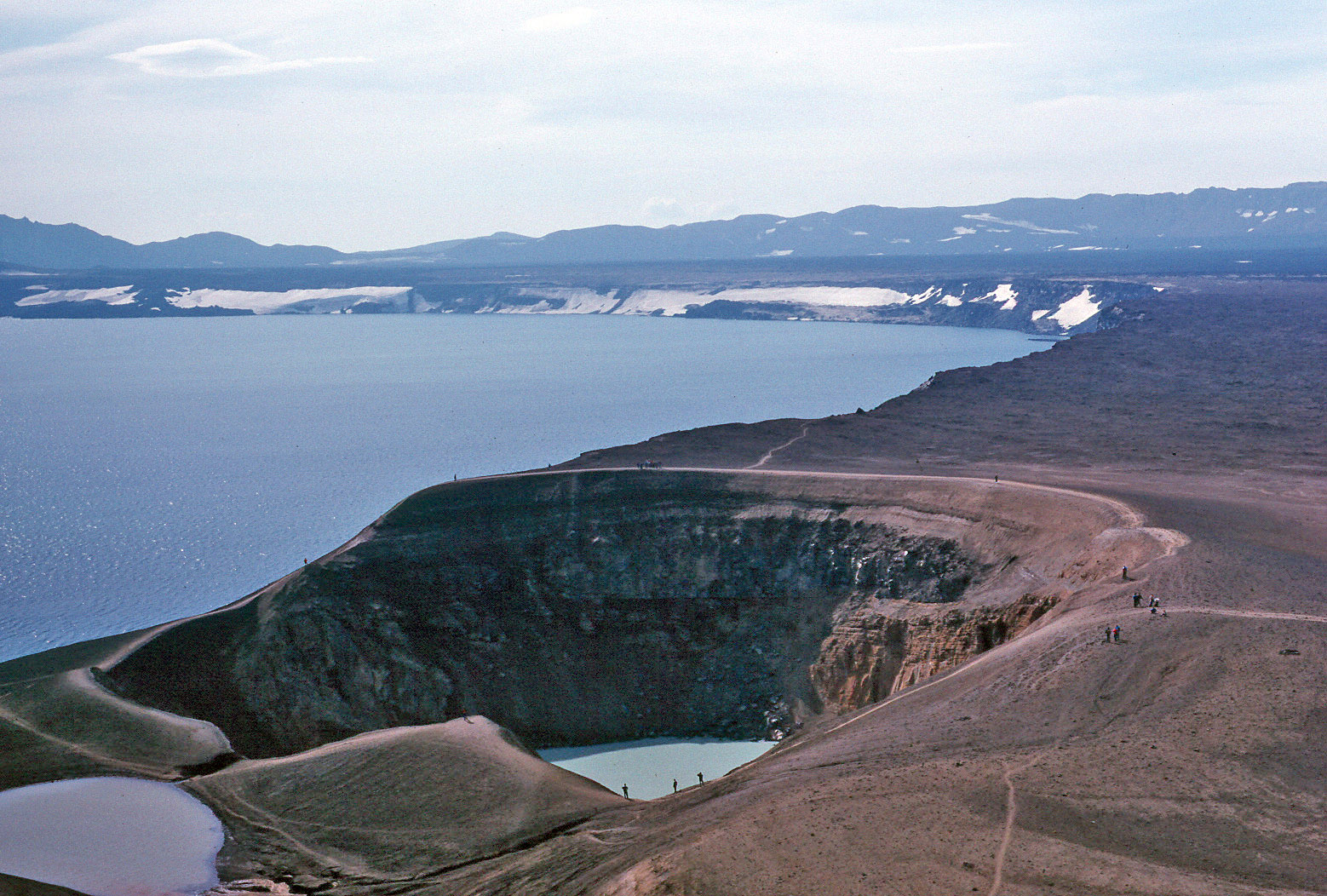
Vue de Víti accolé à l'Öskjuvatn avec les Dyngjufjöll au dernier plan.

L'Askja est situé dans le centre-est de l'Islande, au nord du Vatnajökull, la plus grande calotte glaciaire du pays, au sud du lac Mývatn et au sud-ouest du Herðubreið, dans le Ódáðahraun. Administrativement, il est inclus dans la municipalité de Skútustaðahreppur de la région de Norðurland eystra.
Le système volcanique se compose de différents éléments géographiques distincts étirés sur 190 kilomètres de longueur. Au centre s'étend une caldeira de 45 km2 de superficie composée de trois caldeiras entrées en coalescences et dont la principale mesure 8 kilomètres de diamètre. Cette caldeira s'est probablement formée par l'élévation de ses rebords lors d'éruptions annulaires sous-glaciaires, plutôt que par subsidence. Recoupant le rebord sud-ouest de cette caldeira, une autre, la plus récente et mesurant 4,5 kilomètres de diamètre, est presque entièrement remplie par un lac, l'Öskjuvatn. Celle-ci s'est en revanche formée par subsidence lors de l'éruption de 1875. L'Öskjuvatn est avec 220 mètres de profondeur le second lac le plus profond d'Islande après le Jökulsárlón, une lagune glaciaire, avec 260 mètres[réf. souhaitée]. Juste au nord d'Öskjuvatn se trouve un maar, le Víti.
Les Dyngjufjöll entourent ces caldeiras sous la forme d'un massif de montagnes s'élevant d'environ 600 mètres au-dessus des Hautes Terres d'Islande et culminant à 1 516 mètres d'altitude au Þorvaldsfjall. Il est de forme carrée avec 24 kilomètres de côté pour environ 600 km2 de superficie. De part et d'autre de ce massif, sur 20 kilomètres au sud et 170 kilomètres au nord s'étirent des fissures volcaniques, marquées par des graben, des alignements de cônes volcaniques, des tuyas et des champs de lave. De ces fissures s'élèvent quelques volcans boucliers[réf. souhaitée].
La région est pratiquement dépourvue de végétation. Les sources géothermales y sont nombreuses.

## Histoire

### Formation

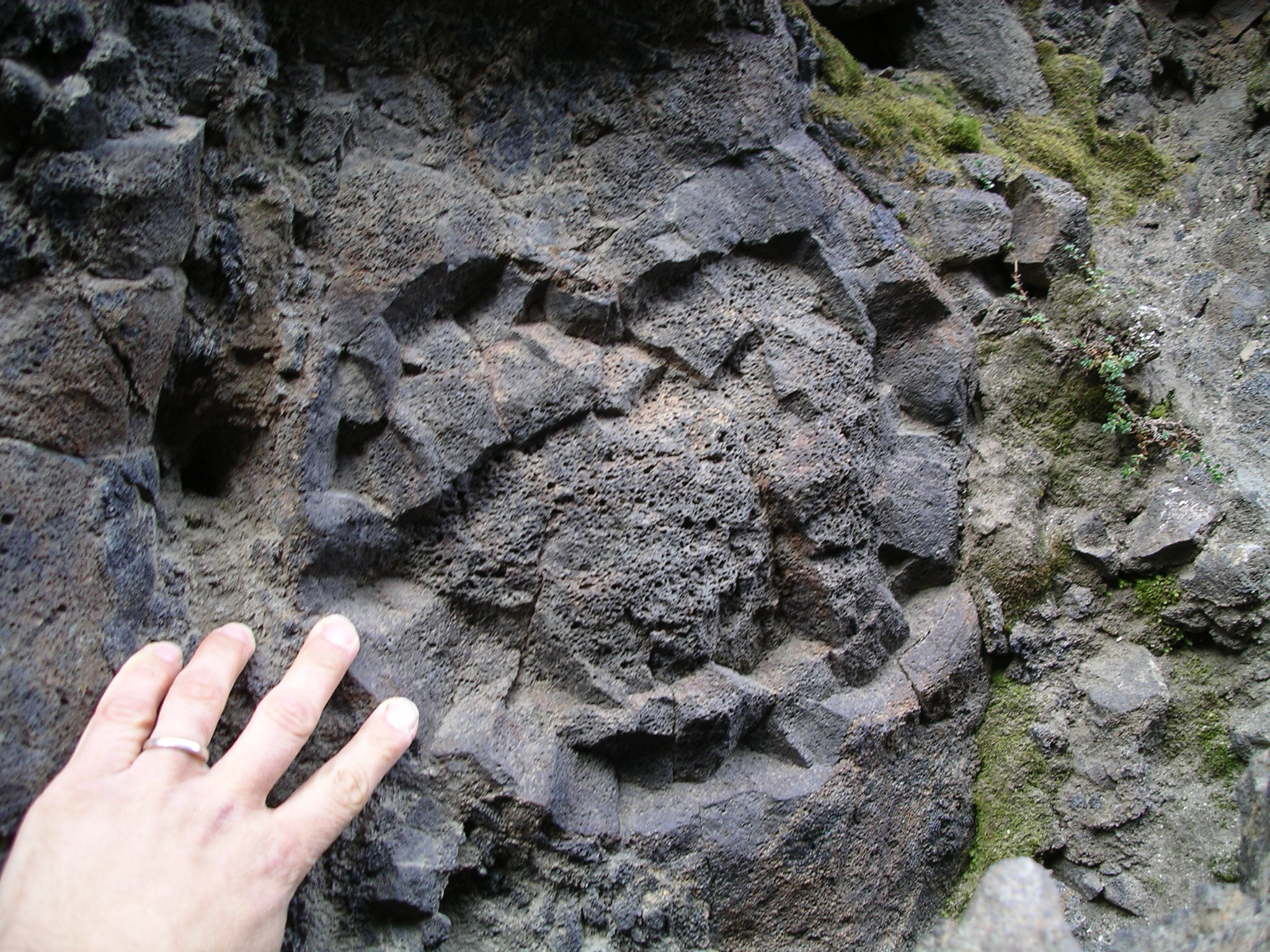
Lave en coussin à l'Askja, signe d'éruptions sous-glaciaires.

Les Dyngjufjöll commencent à se former il y 200 000 ans au cours d'éruptions basaltiques et rhyolitiques sous-glaciaires[réf. souhaitée]. Le massif prend alors la forme d'un stratovolcan aux laves palagonitiques.
L'Askja commence à prendre son aspect actuel il y a environ 10 000 ans au cours d'une importante éruption rhyolitique qui détruit partiellement les Dyngjufjöll avec la formation de la caldeira d'Askja, la plus grande des trois actuelles. Au cours de l'une de ces éruptions, se forme, entre 4 300 et 7 000 ans avant le présent, le Kollóttadyngja, un volume de lave de plus de 17 km3. Lors de l'éruption de 1875, l'important volume de lave rejeté provoque la subsidence d'une partie de l'Askja, créant la troisième caldeira occupée depuis par l'Öskjuvatn.

### Éruption de 1875

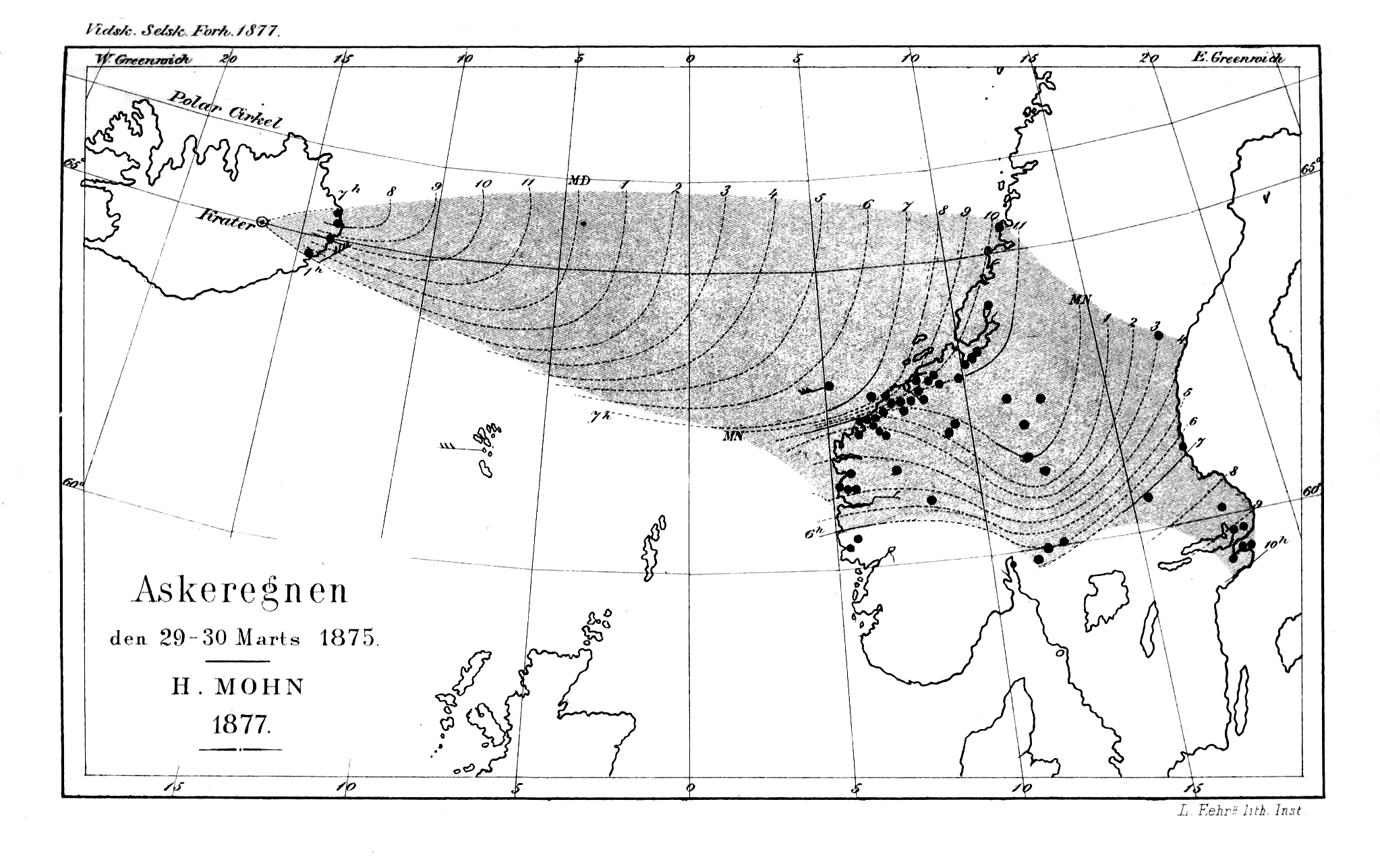
Carte de 1877 représentant l'étendue du panache volcanique rejeté les 29 et 30 mars par l'Askja au cours de son éruption de 1875.

En février 1874 de nombreux séismes sont ressentis par les populations vivant en majorité autour du lac de Mývatn et de la côte nord. Ces séismes durent toute l'année et c'est en janvier 1875 que la première éruption du système volcanique d'Askja commence. Une fissure éruptive au Nord-Est d'Askja associée à une éruption dans la caldeira se produit.
En février, plusieurs fissures éruptives font leur apparition dans la fissure de Sveinagjá (entre 40 et 70 km au nord de la caldeira).
En mars, l'activité sismique devient plus importante, laissant supposer un regain de l'activité volcanique. Le 28 mars, en l'espace de 12 heures deux explosions à l'intérieur de la caldeira, projetent 2,5 km3 de téphras et de ponces rhyolithiques blanches (dont 0,5 km3 de roche dense) par un nouveau cratère, le Víti. Les retombées dévastent le quart Nord-Est de l'Islande empêchant la lumière du soleil de percer à travers cet épais nuage de cendre. La rapide expulsion du magma participe à l'effondrement du plafond de la chambre magmatique, provoquant un affaissement et l'apparition rapide d'une nouvelle caldeira de 11 km2 qui continue à se creuser pendant quelques semaines et qui se remplit d'eau (Öskjuvatn).
Des éruptions fissurales effusives commencent après l'explosion du Víti, dans et à proximité de la fissure de Sveinagjá, et produisent 29 km2 de laves basaltiques (Nýjahraun lava). L'éruption cesse le 17 octobre et Askja retrouve, avec un nouveau visage, son calme qui  durera 40 ans.

#### Cratère Víti
Víti (l'enfer) est un maar très caractéristique situé sur le bord nord-est du lac d'Öskjuvatn. Ce cratère est le résultat de la partie explosive de l'éruption de 1875. Plusieurs mètres de neige furent recouverts par les projections. Les caractéristiques isolantes de cette roche poreuse ont conservé la neige qui au cours des siècles s'est transformée en glace. Mais elle reste la plupart du temps invisible, recouverte par l'épaisse couche de pierre ponce[réf. souhaitée].
Víti est aujourd'hui un lieu très apprécié par les promeneurs qui se rendent à Askja car il est possible de se baigner dans ses eaux chaudes qui avoisinent les 25⁰C. Selon certains sites, la baignade est déconseillée à cause de la présence de dioxyde de carbone qui peut provoquer l'évanouissement des nageurs.
L'accès pour se rendre au fond du cratère peut être particulièrement glissant.

### Éruptions duXXesiècle
De 1919 à 1938, on dénombre huit éruptions (de VEI 2 ou moins) notamment sous forme de fissures éruptives. Le plus gros évènement volcanique eut lieu de 1921 à 1929 produisant 0,3 km2 de lave[réf. souhaitée].
En 1961 une nouvelle fissure éruptive s'ouvre au nord-est de la caldeira et reste active pendant deux mois. Cent millions de m2 de lave et quatre millions de m3 de téphras jaillirent en fontaines de lave[réf. souhaitée].

### Historique des éruptions dans le système volcanique d'Askja auxXIXeetXXesiècles
| Date                  | Localisation                              | Produits émis                            | Remarques                                       |
| --------------------- | ----------------------------------------- | ---------------------------------------- | ----------------------------------------------- |
| Octobre-novembre 1961 | Dans le NE d'Askja                        | 0,1 km2 de lave et 0,004 km3 d'éjectas   | Coulée de lave de Vikrahraun                    |
| 1924-1929             | Sud d'Askja                               | Plusieurs kilomètres carrés de lave émis | Il semble que l'éruption ait duré jusqu'en 1933 |
| 1926                  | Öskjuvatn (le lac d'Askja)                | 0,05 km3 d'éjectas                       | Formation d'une île                             |
| Février 1923          | Sud-Est de d'Öskjuvatn                    | 1 km2 de lave                            | Coulée de lave de Suðurbotnahraun               |
| Décembre 1922         | Sud-Est d'Öskjuvatn                       | Émission de lave                         | Coulée de lave de Kvíslahraun                   |
| Novembre 1922         | À l'ouest d'Öskjuvatn                     | 2,2 km2 de lave                          | Coulée de lave de Mývetningahraun               |
| Mars 1921             | À proximité du cratère de Víti            | 0,3 km2 de lave                          | Coulée de lave de Bátshraun                     |
| Octobre 1875          | Sveinagjá                                 | Émission de lave                         | Probablement la fin de l'éruption de 1875       |
| Août 1875             | Sveinagjá                                 | Émission de lave                         |                                                 |
| Juillet 1875          | Fjallagjá                                 | Émission de lave                         |                                                 |
| Avril 1875            | À proximité et à l'intérieur de Sveinagjá | Plusieurs kilomètres carrés de lave émis | Éruption fissurale                              |
| Mars 1875             | Víti                                      | 2,5 km3 d'éjectas acides                 | Deux courtes éruptions                          |
| Mars 1875             | À l'ouest et à l'intérieur de Sveinagjá   | Plusieurs kilomètres carrés de lave      | Éruption fissurale                              |
| Février 1875          | À l'ouest de Sveinagjá                    | Émission de laves basaltiques            | Fissure éruptive                                |
| Janvier 1875          | Au sein d'Askja et de nombreuses fissures | Incertain                                |                                                 |

### Activité auXXIesiècle
Début 2007, plusieurs milliers de séismes sont enregistrés entre la caldeira d'Askja et le volcan Herðubreið. Début 2008, l'épicentre se déplace à l'est d'Herðubreið.
De 1983 à 2021, les mesures géodésiques enregistrent l'affaissement d'Askja, qui ralentit progressivement. Fin juillet 2021, une nouvelle inflation est détectée à partir d'observations du GNSS et d'interférogrammes de Sentinel-1. Du début de l'inflation jusqu'au 20 septembre 2021, les modèles géodésiques suggèrent un transfert de magma ou de fluides magmatiques depuis la partie la moins profonde du système magmatique (avec une zone d'inflation et une zone de déflation), impliquant potentiellement du magma silicique. La fin de cette première période se caractérise par un soulèvement de 10 cm environ en quelques semaines, ce qui semble traduire le remplissage d'une chambre magmatique à proximité de la surface. Une seconde période s'ouvre ensuite (au moins jusqu'en septembre 2023), pour laquelle les modèles indiquent la présence d'une seule zone (de surpression), à faible profondeur. En août 2023, le soulèvement est passé à 40 cm, ce qui fait envisager l'éruption d'un volume de vingt millions de m3 de lave dans les deux années qui suivent.

### Une disparition tragique

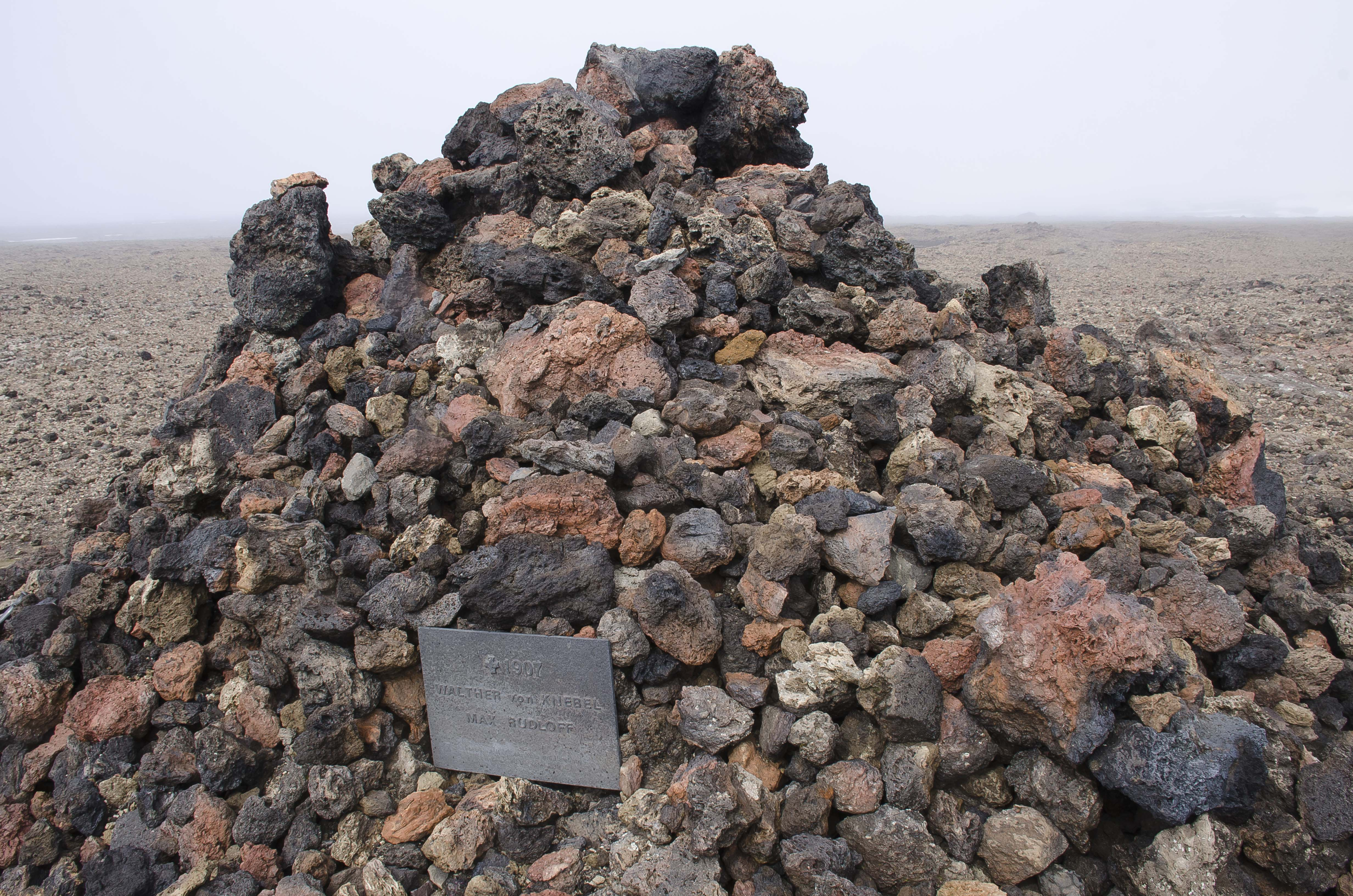
Monument pour von Knebel et Rudloff.

En 1907, une expédition scientifique allemande est organisée pour mieux comprendre la nature d'Askja. Elle est dirigée par le géologue Walter von Knebel accompagné de Hans Spethmann, étudiant en géologie, et du peintre Max Rudloff. Le 10 juillet 1907, von Knebel et Rudloff embarquent sur un petit canot sur le lac de Öskjuvatn et se noient (Hans Spethmann, faisant ses recherches au nord-est de la caldeira, ne peut leur porter secours) ; leurs corps ne seront jamais retrouvés.
Au printemps de l'année 1908, la fiancée de Walter von Knebel, Ina von Grumbkow, ne croyant pas que les corps des deux explorateurs aient pu s'évanouir dans la nature sans laisser aucune trace, se rend à Askja. Aidée par une équipe, elle recherche en vain les corps des deux disparus. Avant de partir, une plaque commémorative est déposée pour rendre hommage aux deux hommes ; le monument est érigé  au nord-ouest de Víti.

## Protection
L'Askja bénéficie de mesures de protection de l'environnement au sein du monument naturel d'Askja, une aire protégée de 50 km2 de superficie créée en 1978.